# Fritz von Rotsmann

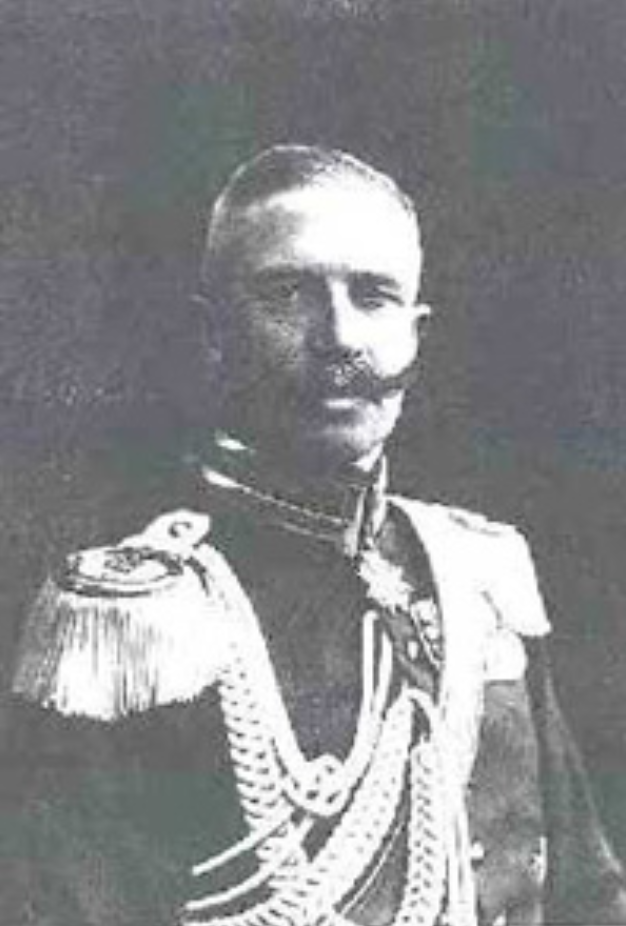
Fritz Freiherr von Rotsmann in Uniform

Georg Friedrich „Fritz“ Moritz Freiherr von Rotsmann (* 16. Mai 1862 in Darmstadt; † 25. März 1917 in Charlottenburg) war ein deutscher Offizier, Brigadekommandeur und Flügeladjutant von Kaiser Wilhelm II.

## Leben

### Herkunft und Familie
Fritz von Rotsmann entstammte einer alten hessischen Adelsfamilie und war Sohn des Adolf Freiherr von Rotsmann (* 7. Februar 1829 in Darmstadt; † 8. April 1907 ebenda) und dessen Ehefrau Sophie, geb. Touchon (* 17. April 1833 in Groß-Gerau; † 22. Februar 1911 in Darmstadt). Sein Bruder war der Regimentskommandeur und Autor Max von Rotsmann (* 8. September 1858 in Darmstadt). Seine Onkel waren der Generalmajor Friedrich Franz Freiherr von Rotsmann und der Badekommissar Georg Freiherr von Rotsmann (* 8. August 1836 in Darmstadt; † 21. Dezember 1891 in Nauheim). Er heiratete Charlotte, Tochter des Medizinalrats Carl Küchler, und bekam mit ihr mindestens zwei Kinder.

### Militärische Karriere
1881 trat er in das Großherzoglich-Hessische Feldartillerieregiment Nr. 25 ein und stieg schon am 3. Februar 1883 zum Leutnant auf. 1884 wechselte er in das Leibgarde-Infanterie-Regiment (1. Großherzoglich Hessisches) Nr. 115. Später erreichte er den Rang eines Oberleutnants und wirkte als Adjutant der 11.  Feldartilleriebrigade in Münster. 1900 kam er als Batteriechef zum 4. Garde-Feldartillerieregiment in Potsdam, wo er 1904 zum Adjutanten des Generalkommandos des 14. Korps ernannt wurde. Im selben Jahre erfolgte seine Beförderung zum Major. 1907 wurde er Kommandeur der Reitenden Abteilung des 4. Garde-Feldartillerieregiments in Potsdam und wurde am 19. Juli 1911 zum Oberstleutnant befördert. 1913 wurde er Kommandeur des 1. Garde-Feldartillerieregiments und somit Flügeladjutant von Kaiser Wilhelm II. Am 19. August 1913 wurde er zum Ehrenritter des Johanniterordens ernannt. 1914 wurde er noch mit dem Roten Adlerorden III. Klasse mit Schleife ausgezeichnet.
Nach Ausbruch des Ersten Weltkrieges wirkte von Rotsmann noch bis Dezember 1914 als Regimentskommandeur, bevor er Kommandeur der 75. Reserve-Feldartilleriebrigade wurde. Im Januar 1916 erkrankte er auf dem Schlachtfeld und wurde behandelt. Ab September 1916 kommandierte er noch im Range eines Obersts die 4. Ersatz-Feldartilleriebrigade, bevor er Anfang 1917 bei einer weiteren Operation in Berlin starb.